# Тина, Саманта
Саманта Тина (латыш. Samanta Tīna; урождённая — Полякова; 31 марта 1989, Тукумс, Латвийская ССР, СССР) — латвийская эстрадная певица. Представительница Латвии на музыкальном конкурсе «Славянский базар 2012». Представительница Латвии на музыкальном конкурсе «Евровидение-2020» и «Евровидение-2021».

## Биография
В 2010 году Тина выиграла латвийский музыкальный конкурс «Академия О!Карте», чтобы получить возможность учиться Тек Мьюзик Скул в Лондоне. В 2011 году она участвовала в молдавском певческом конкурсе Золотые голоса и выиграла Кубок Молдавии.
В 2012 году Саманта участвовала в Славянском базаре, где она заняла второе место. В том же году она участвовала в национальном отборочном туре на «Евровидение-2012» с песней I Want You Back вместе с Давидсом Каландия, но заняли второе место.
В 2013 году Саманта участвовала в этом же отборочном туре с песней I Need a Hero, как в 2012 году она заняла второе место.
В 2014 году Саманта участвовала в этом же отборочном туре с песней Stay, но заняла третье место. В том же году Саманта участвовала в третьем сезоне телепередачи на литовском телевидении Lietuvos Balsas, литовской версии шоу Голос. Она не говорит по-литовски, и она разговаривала с наставниками по-русски.
В 2016 году Саманта снова участвовала в отборочном туре с песнями The Love Is Forever We Live For Love, но Саманта перед финалом выбыла из борьбы за путёвку в Стокгольм.
Первый студийный альбом вышел под названием Tagad esmu cita (рус. Теперь я другая).
В 2020 году Саманта Тина вновь принимала участие на национальном отборе «Supernova 2020» с песней «Still Breathing», в котором стала победительницей, что дало ей возможность выступать от Латвии на «Евровидении-2020» в Роттердаме, однако и эта попытка не оказалось удачной — конкурс был отменён в связи с пандемией COVID-19.
После отмены конкурса латышский вещатель «LTV» закрытым отбором выбрал певицу в качестве представительницы Латвии на конкурсе песни «Евровидение-2021».
На Конкурсе «Евровидение-2021» представляла Латвию с песней «The Moon is Rising»